# Zinovi Rojestvenski
 (février 2022).
Si vous disposez d'ouvrages ou d'articles de référence ou si vous connaissez des sites web de qualité traitant du thème abordé ici, merci de compléter l'article en donnant les références utiles à sa vérifiabilité et en les liant à la section « Notes et références ».
Zinovi Petrovitch Rojestvenski (en russe : Зиновий Петрович Рожественский) est un amiral de la marine impériale russe né le 30 octobre 1848 (11 novembre dans le calendrier grégorien) et mort le 1er janvier 1909 (14 janvier dans le calendrier grégorien) à Saint-Pétersbourg.
Spécialiste de l’artillerie de marine, il obtient le commandant d’une escadre en mer Baltique. Il dut combattre lors du conflit russo-japonais de 1904-1905. Il sera fait prisonnier à l’issue d’une grande défaite maritime lors de la bataille de Tsushima.

## Biographie
Né d'un père médecin militaire de Saint-Pétersbourg, Zinovi Petrovitch Rojestvenski porta un grand intérêt à la marine très tôt. En 1854, il entra à l’École navale du corps des cadets et obtint son diplôme en 1868. Ses études terminées, il entra dans la Flotte de la Baltique, puis opta pour une carrière d’officier dans l’artillerie. Il entra à l’Académie des Sciences d’artillerie Mikhaïlov à Saint-Pétersbourg et termina ses études en 1873 au grade de sous-lieutenant de 1re classe, puis fut nommé à la Commission d’artillerie des navires de la marine impériale de Russie.

### Carrière militaire
Rojestvenski fut affecté à une escadre de la mer Baltique. Le chef de l’état-major de cette escadre, le vice-amiral Boutakov, dit de lui : « Homme terriblement nerveux, mais courageux et très bon marin ».
À bord du croiseur Vesta, Zinovi Petrovitch Rojestvenski prit part à la Guerre russo-turque (1877-1878) en qualité de chef de l’artillerie de marine de la Flotte de la mer Noire. En juillet 1877, remplaçant le capitaine de 2e rang Tchernobov tué au combat, il commanda l’artillerie de ce bâtiment de guerre. Il obligea le cuirassé turc Fethi-Bulend à se retirer de la bataille et fut promu pour cet acte de bravoure au grade de capitaine et décoré de l’Ordre de Saint-Vladimir (quatrième degré) avec épées et ruban, ainsi que de l’Ordre de Saint-Georges (quatrième classe). Après la guerre, il expliqua dans un article publié dans un journal que le croiseur Vesta n’avait pas gagné la bataille, car le cuirassé turc plus rapide avait réussi à prendre la fuite. Il critiqua sévèrement le retard pris par la marine russe et réclama la construction de nouveaux cuirassés ; s’ensuivit une confrontation avec l’Amirauté russe. En 1883, la Bulgarie alliée de la Russie offrit à Rojestvenski le poste de commandant en chef des forces navales bulgares et il créa un projet de défense des côtes bulgares tout en étant le cofondateur de la Société technique de Bulgarie. De retour en Russie en 1885, il fut de nouveau affecté à la Flotte de la mer Baltique. Il servit à bord du Kremlin et du croiseur cuirassé Duc d'Édimbourg en tant que capitaine, puis fut commandant du clipper Naïezdnik (1890) et de la canonnière Groziachtchi (1891). La même année il fut envoyé en formation en Angleterre afin d’étudier la tactique militaire employée par la flotte britannique.
En 1894, Rojestvenski  fut nommé commandant en chef du croiseur Vladimir Monomakh appartenant à la Flotte de la Méditerranée placée sous le commandement de l’amiral Makarov. En 1898, il fut promu contre-amiral et nommé au poste du haut commandement de la formation de l’artillerie de la Flotte de la Baltique.

### Guerre russo-japonaise
En mars 1904, Zinovi Petrovitch Rojestvenski fut promu au grade de vice-amiral et fut chargé de l’organisation et du commandement de la 2e escadre du Pacifique, appelée à aller renforcer les forces navales russes de Port-Arthur. Cette escadre se composait de sept cuirassés dont quatre, tout neufs, de la classe Borodino : le Kniaz Souvorov, l'Empereur Alexandre III, l' Orel et le Borodino et trois d'un modèle plus ancien. S'y ajoutaient sept croiseurs de première, deuxième et troisième classe (selon leur taille et la nature de leur blindage), des destroyers, quelques torpilleurs et un certain nombre de bâtiments auxiliaires comme un atelier flottant, un bateau-hôpital, des charbonniers et deux remorqueurs, au total une flotte de 42 navires. Cette escadre effectua, sous son commandement et dans des conditions difficiles, un voyage de huit mois depuis la mer Baltique jusqu'au Japon via la pointe sud de l’Afrique. Il avait choisi comme navire-amiral le Knyaz Souvorov, dernier-né des cuirassés de la classe Borodino (achevé en septembre 1904 - soit six semaines avant le départ de l'escadre).
Les Russes commirent une lourde méprise en mer du Nord, en raison de messages informant l’escadre russe de la présence de torpilleurs japonais et de la nervosité des marins, dans la nuit du 21 octobre au 22 octobre 1904 : convaincus de la présence de navires torpilleurs japonais, ils attaquèrent trente bateaux de pêche inoffensifs (incident du Dogger Bank). Cette grave méprise des Russes entraîna la mort de deux marins et blessa six autres pêcheurs, l’un d'entre eux ayant été si gravement atteint qu’il décéda en mai 1905. Cet incident entraîna un grave conflit diplomatique entre la Russie et la Grande-Bretagne. Cette grave erreur entacha durablement la réputation de Rojestvenski.
À la capitulation de la forteresse de Port-Arthur le 2 janvier 1905, la flotte de Rojestvenski se trouvait encore à hauteur de Madagascar. Elle appareilla pour le port de Vladivostok et, par crainte de manquer de ravitaillement et de charbon, prit la route la plus courte - mais aussi la plus dangereuse, par le détroit de Malacca et les côtes vietnamiennes jusqu'au détroit de Tsushima, s'ouvrant sur la mer du Japon. Le 27 mai 1905, la présence de la flotte russe fut détectée par des navires éclaireurs japonais. Au cours de la bataille qui s'ensuivit, Rojestvenski fut blessé à la tête et  transbordé sur un torpilleur. Au matin du 28 mai 1905, il fut capturé avec son état-major et soigné à l’hôpital de Sasebo (situé sur l’île de Kyushu). Seuls trois de ses navires purent rallier le port de Vladivostok, les autres avaient été coulés, capturés ou, ayant pu fuir, désarmés dans un port neutre.
Libéré en novembre 1905, Zinovi Petrovitch Rojestvenski revint à Saint-Pétersbourg. Sa blessure étant bénigne, il put reprendre du service et son innocence fut reconnue après diverses procédures judiciaires. 5 000 marins avaient perdu la vie à la bataille de Tsushima. En conséquence, les journaux et le peuple russe désignèrent Rojestvenski comme seul responsable de cette tragédie. Son nom resta à jamais lié à la guerre russo-japonaise et à la bataille de Tsushima. En février 1906, il dut démissionner de son poste de directeur général de la marine. Sa carrière militaire prit fin. Il tenta de justifier les décisions qu'il avait prises à la bataille de Tsushima pendant les deux années suivantes et, à plusieurs reprises, critiqua les autorités russes de l’Amirauté.

### Décès
Rojestvenski tomba gravement malade pendant l'été 1908 et décéda d'une crise cardiaque, le 14 janvier 1909 à Saint-Pétersbourg. De nombreux marins assistèrent à son inhumation. Il fut enterré au cimetière du monastère Saint-Alexandre-Nevski.

## Distinctions
- Ordre de Saint-Vladimir (quatrième classe) avec épées et ruban
- Ordre de Saint-Georges (quatrième classe)